# Шарифова, Айтадж
Айта́дж Шари́фова (азерб. Aytac Şərifova, 8 января 1997) — азербайджанская футболистка, вратарь «Нефтчи».

## Биография
Айтадж Шарифова родилась 8 января 1997 года.

### Клубная карьера
Играет в футбол на позиции вратаря. Выступала за казахстанский «Окжетпес», откуда перешла в «Угур» из Сумгаита. В его составе в 2018 году выиграла чемпионат Азербайджана.
В 2019 году перебралась в исландский «Кеблавик», в составе которого провела 15 матчей. «Кеблавик» занял 9-е место среди 10 команд и выбыл в первую лигу.
В 2020 году перешла в турецкий «Хаккяригюджю Спор».
В сезоне 2022–23 Женской Суперлиги Турции она перешла в «Трабзонспор».
Шарифова присоединилась к "Нефтчи" в Премьер-лиге Азербайджана 2 сентября 2024 года.

### Международная карьера
В 2012 году провела 6 матчей за сборную Азербайджана среди девушек до 17 лет, забила 1 мяч. В 2013—2016 годах сыграла 12 матчей за сборную страны среди девушек до 19 лет. С 2019 года выступает за главную сборную Азербайджана, провела 4 матча.

## Достижения
Угур
- Чемпионка Азербайджана (1): 2018.